# Emile Sherman
Emile Sherman é um produtor estadunidense, co-fundador da See-Saw Films. Foi indicado ao Oscar 2017 pela realização do filme Lion e conquistou a estatueta por The King's Speech.

## Prêmios e indicações
- Pendente: Oscar de melhor filme, por Lion;
- Venceu: Oscar de melhor filme]], por The King's Speech.[4]